# يوهان جورج غرافيوس
يوهان جورج غرافيوس (29 يناير 1632 - 11 يناير 1703) كان باحثًا وناقدًا ألمانيًا كلاسيكيًا. ولد في نومبورغ في ولاية سكسونيا.

## التعليم
كان غرافيوس يرغب في أن يتخصص في القانون، لكنه تعرَّف على يوهان فريدريش جرونوفيوس خلال زيارة غير رسمية إلى ديفينتر، والذي من خلال تأثيره تخلى عن القانون وأتجه إلي فقه اللغة. أكمل دراسته تحت إشراف دانيال هينسيوس في لايدن، ومن بين آخرين تحت إشراف عالم اللاهوت البروتستانتي ديفيد بلونديل في أمستردام.

## مسيرته المهنية
أثناء إقامته في أمستردام، وتحت تأثير بلونديل، تخلى عن اللوثرية وانضم إلى الكنيسة الإصلاحية؛ وفي عام 1656 تم استدعاؤه من قبل أمير براندنبورغ لرئاسة قسم البلاغة في جامعة دويسبورغ. بعد ذلك بعامين، بناءً على توصية جرونوفيوس، تم اختياره ليخلف ذلك الباحث في ديفينتر. في عام 1662 انتقل إلى جامعة أوتريخت، حيث شغل أولاً رئيس قسم البلاغة، بالإضافة إلى رئيس قسم التاريخ والسياسة من عام 1667 حتى وفاته.
تمتع غرافيوس بسمعة طيبة كمدرس، وكانت قاعة المحاضرات الخاصة به مزدحمة بالتلاميذ، وكثير منهم من ذوي الرتب المتميزة، من جميع أنحاء العالم. تمت زيارته من قبل لورنزو ماجالوتي وتم تكريمه بتقدير خاص من قبل لويس الرابع عشر، وكان مفضلاً بشكل خاص لوليام الثالث ملك إنجلترا، الذي جعله مؤرخًا ملكيًا.